# Barra Kunda

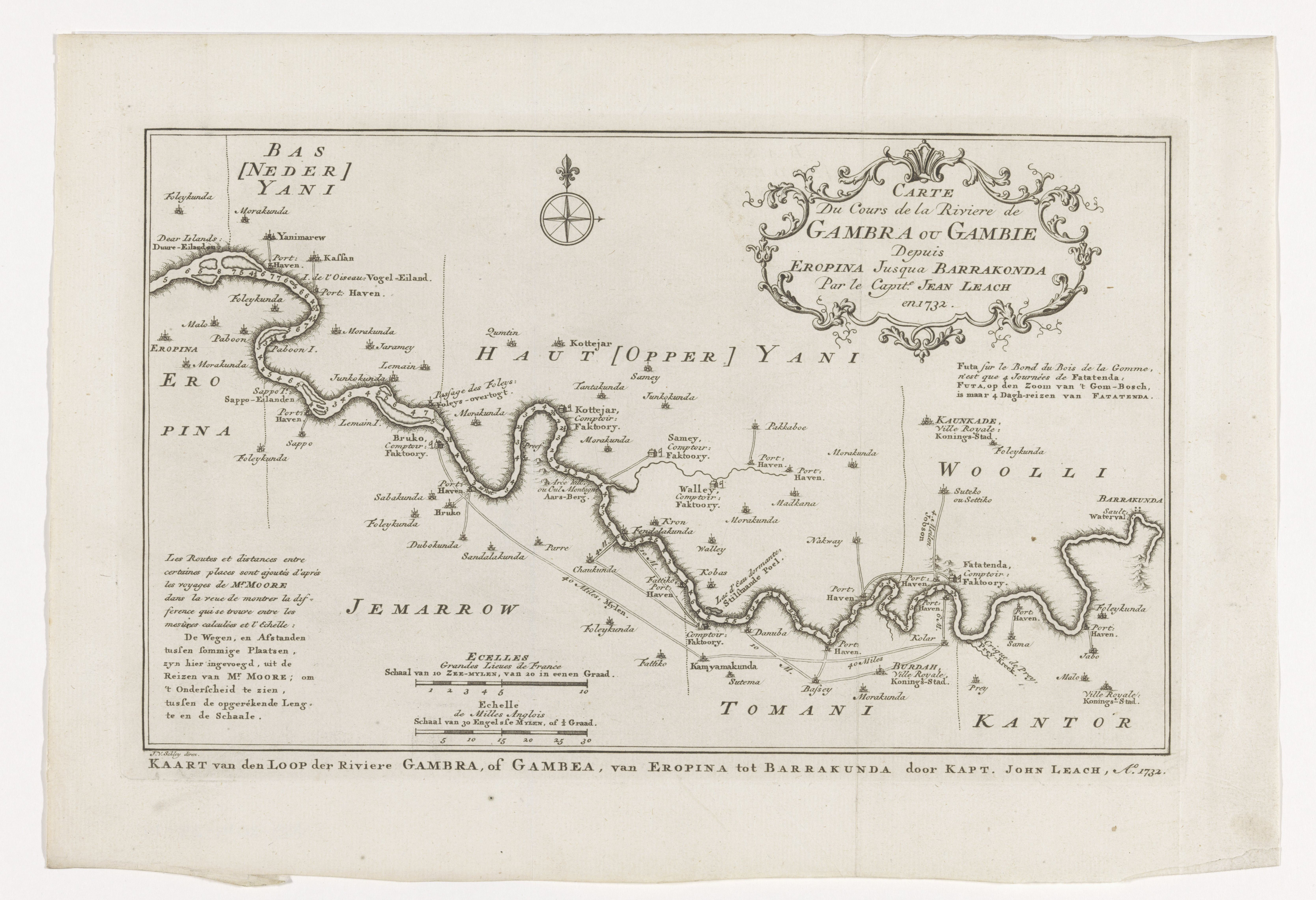
Historische kaart uit 1732 van de loop van de Gambia tussen de plaatsen Eropina en Barra Kunda

Barra Kunda (ook wel Barrakunda, Barracunda, Frans: Barracounda) was een kleine nederzetting aan de rivier de Gambia in het gebied van de huidige staat Senegal, dicht bij de grens met Gambia. De meest dichtbij zijnde moderne plaats is Genoto, (ongeveer 0,5 kilometer verwijderd). De Britse ontdekkingsreiziger Richard Jobson beschreef in januari 1621 de plaats als het meest afgelegen punt voor de Europese scheepvaart op de Gambia. Deze plaats, waar zich sinds 1651 ook een Britse factorij bevond, werd door vuur verwoest. In 1678 werd daar weer een Engelse factorij gevestigd, maar deze raakte aan het begin van 18e eeuw in verval. Tot in 1810 werden er met tussenpozen handelaars geplaatst in deze plaats. De Britse ontdekkingsreiziger Daniel Houghton kreeg de opdracht van de African Association om tot deze plaats de Gambia op te varen. Ook de Schotse ontdekkingsreiziger Mungo Park noemt de plaats in zijn reisverslag van zijn eerste reis in 1795 tot 1797, aangezien de inwoners van het koninkrijk Barra er met zout geladen kano's heenvaren en het zout daar ter plaatse inruilen voor andere goederen, waaronder graan, katoen, ivoor en kleine hoeveelheden goudstof.
In de buurt van deze voormalige plaats bevinden zich de Barra Kunda-watervallen. Tot deze watervallen is de rivier in het droge jaargetijde voor schepen stroomopwaarts bevaarbaar. 